# Lydia Driesch-Foucar

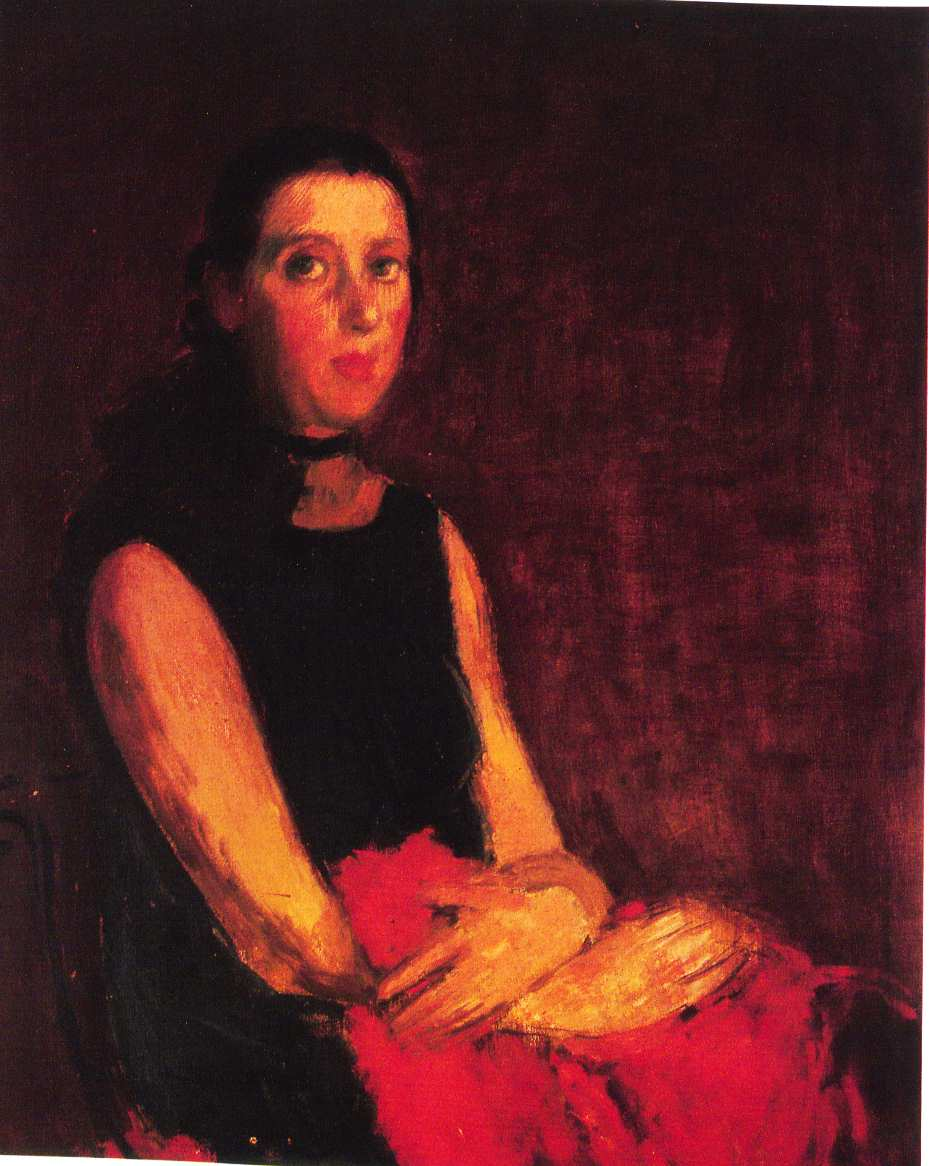
Lydia Driesch-Foucar, gemalt von ihrem Ehemann Johannes Driesch, 1928

Lydia Driesch-Foucar, geborene Foucar, (* 18. Februar 1895 in Friedrichsdorf; † 1980 ebenda) war eine deutsche Künstlerin.

## Leben
Lydia Driesch-Foucar beendete 1919 ihre Ausbildung an der Münchner Kunstgewerbeschule und entwarf anschließend Modelle für die Porzellanfabrik Hutschenreuther in Selb. 1920 folgte sie dem damaligen Kunststudenten Johannes Driesch, den sie in München kennengelernt hatte, an das Staatliche Bauhaus in Weimar. Beide waren in der Keramischen Werkstatt in Dornburg. 1921 heirateten sie und im selben Jahr bekam das Paar ein Kind, dem drei weitere folgten. Deswegen beendete Driesch-Foucar ihr Studium und war in der Küche der Keramischen Werkstatt tätig. Während Johannes Driesch 1922 das Bauhaus verließ und an verschiedenen Orten tätig war, lebte sie überwiegend in ihrem Elternhaus in Friedrichsdorf. Nach dem frühen Tod ihres Ehemanns 1930 war sie mit ihren vier Kindern mittellos. Den Familienunterhalt bestritt sie durch Lohnarbeit, indem sie handgenähte Ledertiere herstellte. Andere künstlerische Versuche verliefen erfolglos, wie die Entwicklung eines Spiels und das Schreiben von Kinderbüchern. Von ihrem früheren Bauhaus-Kommilitonen Wilhelm Wagenfeld erhielt sie 1932 den Auftrag zum Entwurf eines Prospekts für Milchflaschen, der gedruckt wurde, aber ohne Folgeaufträge blieb. Schließlich eröffnete sie einen Pralinen- und Zigarettenladen in Friedrichsdorf. Durch den Brauch des Verschickens von Kuchen zur Weihnachtszeit, den sie mit ihrem früheren Meister Gerhard Marcks seit der Bauhauszeit aufrecht hielt, kam sie auf die Herstellung von Lebkuchen. Durch Form und Dekor entwickelten sich die Honigkuchen zur essbaren Kunst. 1934 war sie unter der Bezeichnung Werkstatt für künstlerische Formhonigkuchen als Aussteller auf der Leipziger Frühjahrsmesse vertreten. Damit waren ihre Lebkuchen indirekt als Kunstgewerbe anerkannt. Wegen des unerwarteten Erfolges professionalisierte sie ihren Betrieb und 1937 gab sie eine Lizenz an ein Warenhaus in Kopenhagen. Während des Zweiten Weltkrieges stellte sie 1943 den Betrieb ein und nahm ihn nach dem Krieg als Weihnachtshobby wieder auf. Ihren Unterhalt bestritt sie bis zum Lebensende durch ihren Kolonialwarenladen.